# Port-la-Nouvelle
Port-la-Nouvelle (occitan La Novèla) là một xã của Pháp, nằm ở tỉnh Aude trong vùng Occitanie. Người dân địa phương trong tiếng Pháp gọi là Nouvellois.

## Thông tin nhân khẩu
| Năm | 1982 | 1990 | 1999 |
| --- | ---- | ---- | ---- |
| Dân số | 4546 | 5005 | 5508 |
| From the year 1982 on: No double counting—residents of multiple communes (e.g. students and military personnel) are counted only once. |      |      |      |